# John Sheridan
John Sheridan (Minneapolis, Minnesota, 1954. szeptember 18. –) amerikai profi jégkorongozó és edző.

## Karrier
Komolyab junior karrierjét a minnesotai középiskolai ligában kezdte, majd 1973-ban felvételt nyert a Minnesotai Egyetemre és itt egy évet tanult valamint játszott. A szezon végén országos bajnokok lettek. Az 1974-es NHL-amatőr drafton a Minnesota North Stars választotta ki a 6. kör 96. helyén. A National Hockey League-ben sosem játszott. Az 1974-es WHA-amatőr drafton is kiválasztották, az Indianapolis Racers, a 7. kör 92. helyén. Felnőtt profi pályafutását ebben a csapatban, a World Hockey Associationben kezdte 1974-ben és szezon közben a North American Hockey League-ben is játszott, a Mohawk Valley Cometsben. 1975–1976-ban az International Hockey League-es Fort Wayne Kometsben, az Indianapolis Racersben és a Mohawk Valley Cometsben volt csapattag. A következő szezonban csak a Mohawk Valley Cometsben játszott. 1976 után már csak alsóbb osztályos ligákban szerepelt. Ilyen volt az IHL-es Milwaukee Admirals, a Pacific Hockey League-es Long Beach Sharks, az Eastern Hockey League-es Hampton Aces, a Utica Mohawks és az Atlantic Coast Hockey League-es Mohawk Valley Stars. Ezek a bajnokságok mind rövid életűek voltak. 1982-ben vonult vissza.
Az 1990-es években a Minnesotai Egyetem edzője volt.